# Norbert Nigbur
Norbert Nigbur (Gelsenkirchen, 8 maggio 1948) è un ex calciatore tedesco, di ruolo portiere.

## Carriera

### Club
Dopo avere iniziato in una squadra minore di Gelsenkirchen, Nigbur nel 1966 approdò allo Schalke 04. Con i minatori giocò per dieci anni 289 partite, vincendo inoltre una Coppa di Germania. Nel 1976 fu il primo calciatore dello Schalke ad essere ceduto all'Hertha dopo lo Scandalo della Bundesliga del 1971. Nel 1979 ritornò allo Schalke con cui concluse la carriera professionistica nel 1983.

### Nazionale
Con la Germania Ovest, Nigbur giocò sei partite dal 1974 al 1980 e fu parte della rosa che vinse il campionato del mondo 1974. Giocò così poco in Nazionale perché fu chiuso prima da Sepp Maier, poi da Toni Schumacher. Nella finalissima del 7 luglio 1974 a Monaco di Baviera vinta 2-1 contro i Paesi Bassi fu lui in panchina la riserva di Maier.

## Palmarès

### Competizioni nazionali
- Coppa di Germania: 1

1971-1972
- Zweite Bundesliga: 1

Schalke 04: 1981-1982

### Competizioni internazionali
- Coppa delle Alpi: 1

Schalke 04: 1968
- Coppa Piano Karl Rappan: 2

Hertha Berlino: 1976, 1978

### Nazionale
- Campionato mondiale: 1

Germania Ovest 1974